# Janvs
Janvs es una banda de black metal progresivo creada en Génova, Italia. La banda tomó su nombre del antiguo dios romano Janus. Son conocidos por su uso del latín en el nombre de la banda, canciones y álbumes reemplazando la letra "U" por la letra "V".

## Historia
Janvs fue fundada en 2004 por Matteo Barelli, vocalista y guitarrista de la banda; Claudio Fogliato, bajista; y Francesco La Rosa como batería. Lanzaron su primer álbum de estudio "Nigredo" el 1 de septiembre de 2004, limitado a 88 copias. Su siguiente álbum no llegó hasta 2007, titulado "FVLGVRES". El concepto del álbum es "la ruptura de los límites humanos con el estado, sobre el anhelo y la conquista temporal de momentos reales de conocimiento y contacto con los picos de la trascendencia." La banda lanzó una canción llamada “Pietas I” como un ejemplo al recopilatorio “B.M.I.A.”. En 2008, el batería original, Francesco, dejó el grupo, por lo que tuvo que ser reemplazado por el batería italiano Massimo Altomare (m:A Fog), haciendo de Janvs uno de los múltiples proyectos que tiene. La banda también ha sido portada de revistas conocidas como Terrorizer (incluso teniendo controversias con algunas otras), Decibel, e incluso STALKER Magazine, y comparado con la banda Ulver al tener estilo de música parecido.

## Miembros
- Matteo "Vinctor" Barelli - Vocalista, guitarrista, teclista, programación
- Claudio "Malphas" Fogliato - Bajista
- Massimo "m:A Fog" Altomare - Batería

### Miembros antiguos
- Francesco La Rosa - Batería, teclista

## Discografía

### Álbumes de estudio
- 2007: FVLGVRES
- 2008: Vega
- 2014: Nigredo

### Demos
- 2004: Nigredo